# Barnardius zonarius
El perico de Barnard o perico de Port Lincoln (Barnardius zonarius) es una especie de ave psitaciforme de la familia Psittaculidae nativa de Australia.

## Taxonomía
Tradicionalmente se reconocían dos especies en el género Barnardius, Barnardius zonarius y Barnardius barnardi, pero ambas se hibridaban en la zona de contacto y actualmente se consideran una sola especie.
El perico de Barnard fue descrito científicamente por el naturalista inglés George Shaw en 1805. Se clasifica en la familia Psittaculidae, dentro de la subfamilia Platycercinae, emparentado con los miembros del género Platycercus; algunos taxónomos como Ferdinand Bauer lo han situado en este último género.
Suelen reconocerse tres o cuatro subespecies, que en el pasado estuvieron todas ellas descritas como especies separadas:
- B. z. zonarius
- B. z. semitorquatus
- B. z. barnardi

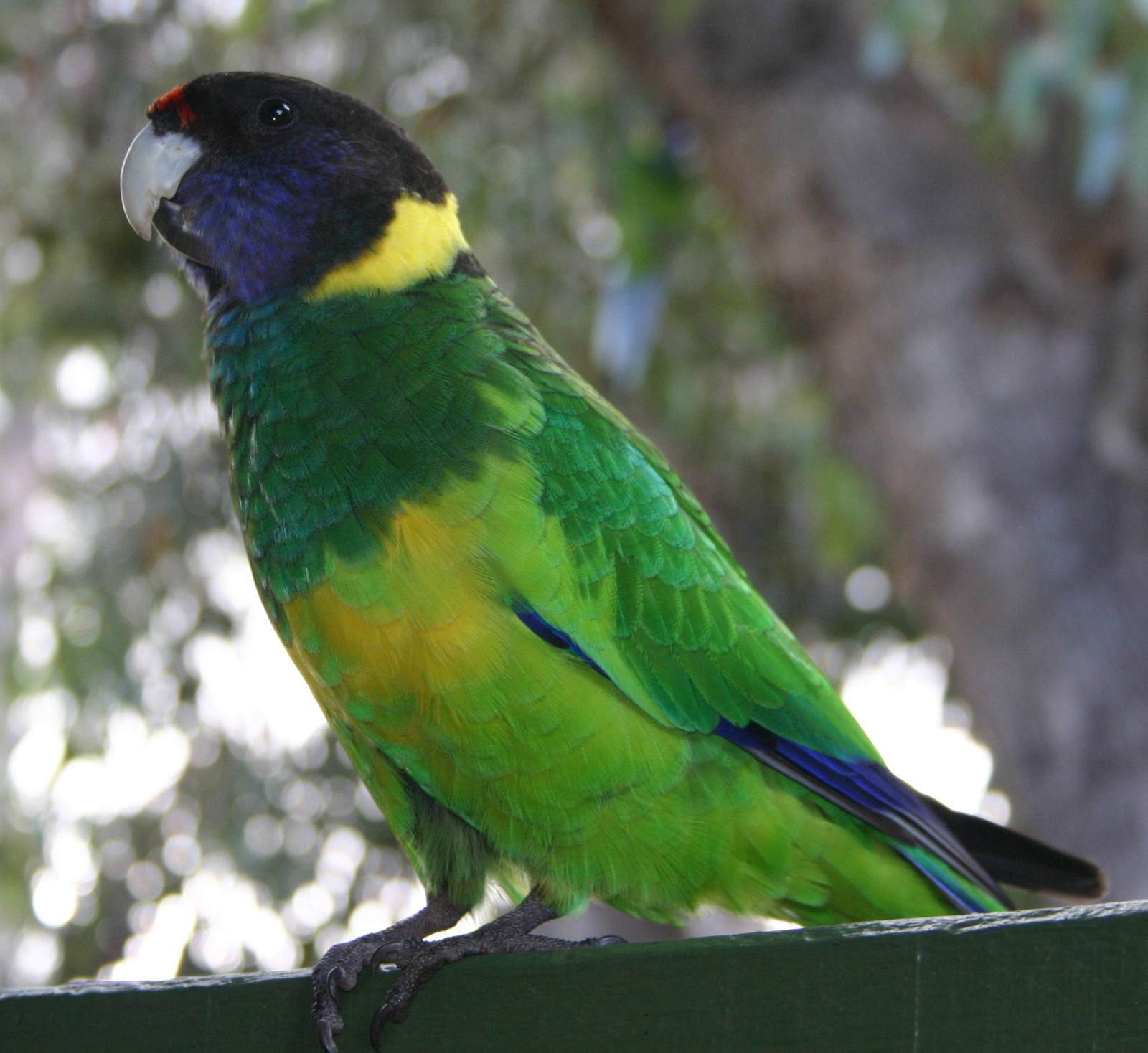
Ejemplar intermedio entre B. z. zonarius y B. z. semitorquatus, cerca de Augusta (Australia Occidental).

- B. z. macgillivrayi, no es reconocida por todos los expertos.

La clasificación de esta especie todavía se discute, y los estudios genéticos han demostrado que todas las subespecies están muy próximas. Se han descrito varias subespecies más pero se consideran sinónimas de las anteriores. B. z. occidentalis se considera sinónima de B. z. zonarius. Existen ejemplares con características intermedias entre todas las subespecies excepto entre B. z. zonarius y B. z. macgillivrayi. Los intermedios suelen asociarse a las tierras aclaradas para la agricultura del sur de Australia Occidental.

## Descripción

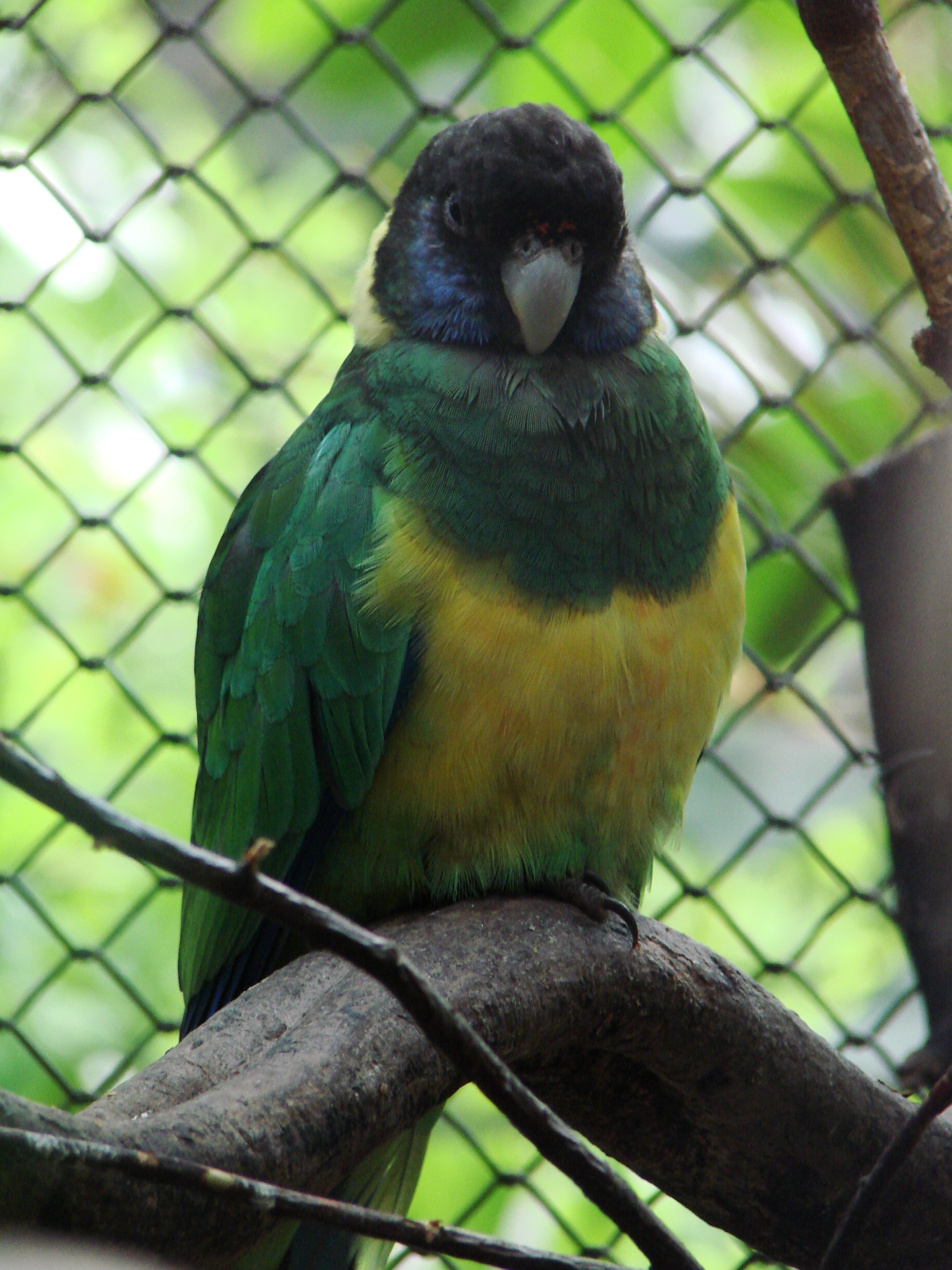
B. z. zonarius.

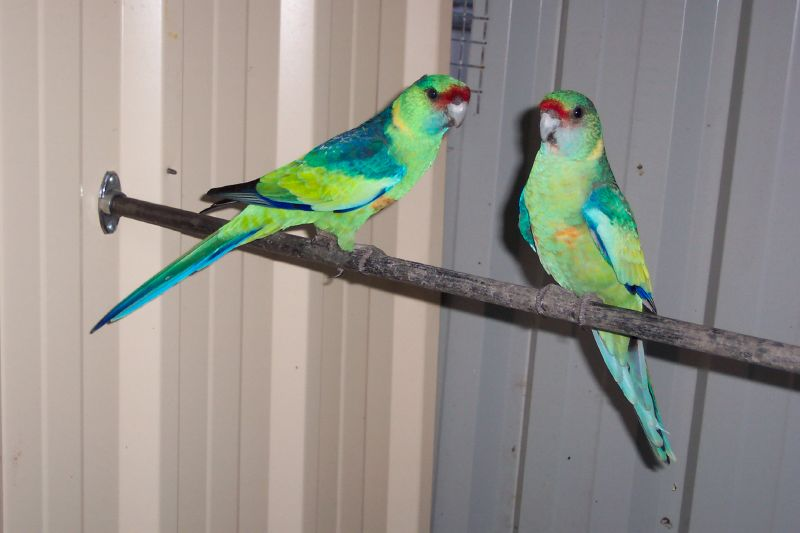
B. z. barnardi.

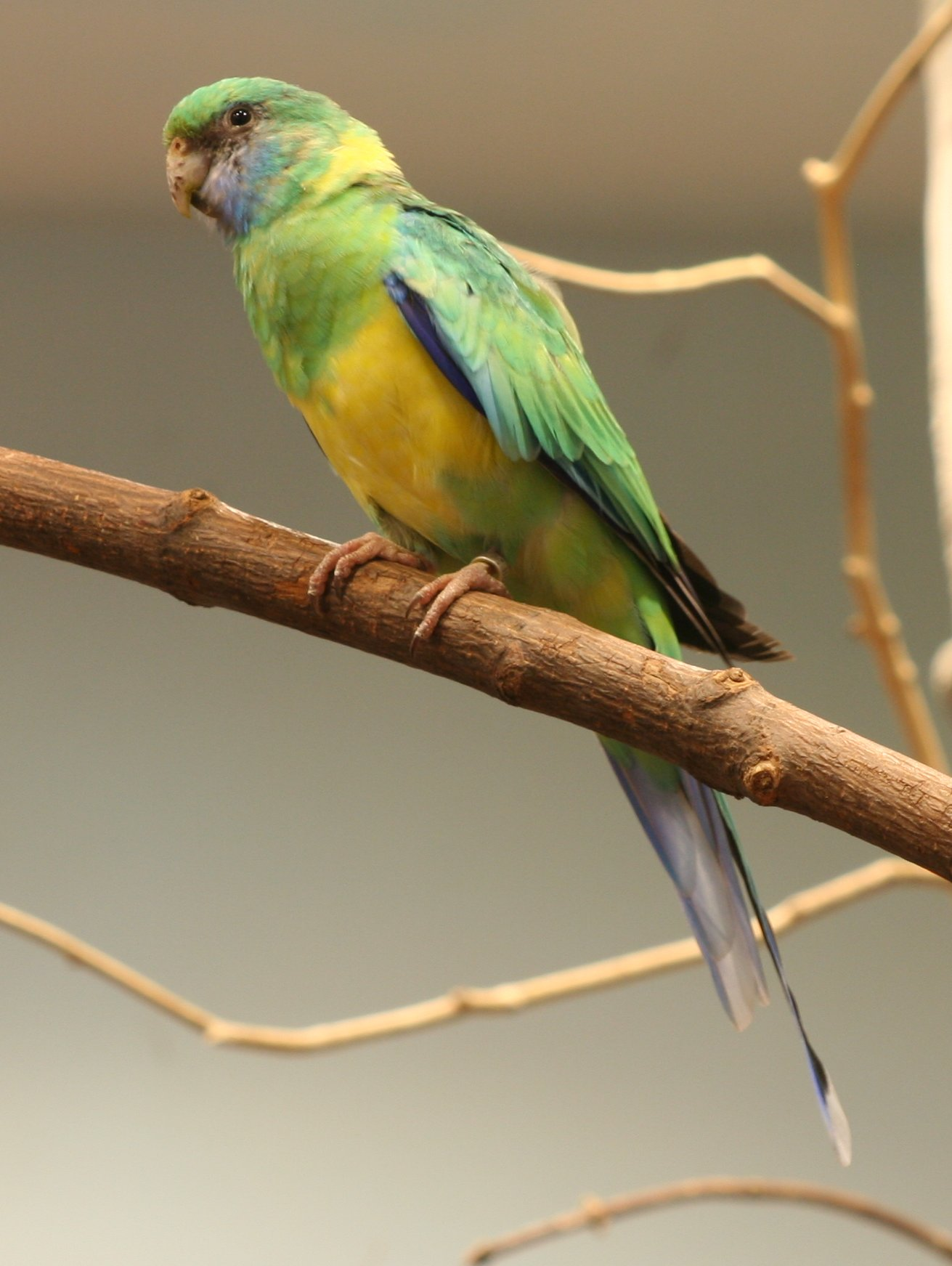
B. z. macgillivrayi.

Las subespecies de perico de Barnard difieren considerablemente en su coloración. Es un perico de tamaño medio, con unos 33 cm de longitud. Su color principal es el verde y las cuatro subespecies tienen una característica lista amarilla alrededor de la parte posterior del cuello. En su cola se mezcla el verde y el azul.
Las subespecies B. z. zonarius y B. z. semitorquatus tienen la cabeza negruzca con las mejillas azuladas; la espalda, obispillo y alas de color verde intenso; y la garganta y el pecho verdes azulados. Se diferencian en que B. z. zonarius tiene el abdomen amarillo mientras que B. z. semitorquatus lo tiene verde. Además esta última tiene una prominente lista roja carmesí en la frente y la otra carece de ella. Las otras dos subespecies se diferencian de estas por tener el píleo y la nuca de un color verde intenso y ciertos tonos rojizos en las mejillas. Las partes inferiores de B. z. barnardi son de color verde turquesa con una banda irregular amarilla anaranjada cruzando el abdomen. Su espalda y manto son de color azul negruzco y también esta subespecie tiene una banda roja en la frente. B. z. macgillivrayi es de tonos verdes más claros, sin banda frontal roja, y con una ancha banda uniforme cruzando su abdomen.

## Comportamiento
El perico de Barnard es diurno y se encuentra en los bosques de eucaliptos y los cursos de agua con eucaliptos. Esta especie es gregaria y según las condiciones meteriológicas puede ser sedentaria o nómada. 

### Alimentación
Esta especie come un amplio espectro de alimentos incluido el néctar, los insectos, las semillas, frutos, y bulbos de especies nativas e introducidas. Como a veces consume la fruta en crecimiento de los huertos se le considera una plaga para la agricultura.

### Reproducción
La época de cría de las poblaciones norteñas empieza en junio o julio, mientras que la de las poblaciones del centro y sur de Australia crían de agosto a febrero, pero se puede retrasar si las condiciones climáticas son desfavorables. Anida en los huecos de los troncos de los árboles. Suele poner de cuatro a cinco huevos ovales y blancos, que miden 29 mm x 23 mm, aunque las puestas pueden tener de tres a seis. La tasa de supervivencia de los polluelos es del 75%.

## Conservación
Esta especie se extiende por la mayor parte de continente australiano, salvo las selvas húmedas de norte, y no se considera amenazada aunque en Australia Occidental la subespecie B. z. semitorquatus ha sido localmente desplazada por el introducido lori arcoíris que compite agresivamente por los mismos lugares de anidamiento. El lori arcoíris es considerado una plaga en Australia Occidental y está sometido a medidas de erradicación de la naturaleza.
En Australia Occidental se necesita una licencia para tener o deshacerse de más de cuatro pericos de Barnard. Todas sus subespecies se venden en Australia, y su comercio se regula mediante la convención CITES. La venta de ejemplares de B. z. macgillivrayi está restringida en Queensland. El perico de Barnard puede padecer enfermedad del pico y las plumas de los psitaciformes, y causa una alta tasa de mortalidad entre los polluelos en cautividad.